# Kubisk hermitisk spline
En kubisk hermitsk spline (även kallad cspline) är inom numerisk analys en spline uppkallad efter Charles Hermite. I en kubisk hermitsk spline är varje polynom av tredje graden och i hermitsk form. Den hermitiska formen består av två kontrollpunkter och två kontrolltangenter för varje polynom.
För interpolation på ett rutnät med punkter {\displaystyle x_{k}} för {\displaystyle k=1,...,n} utförs interpolation på ett delintervall {\displaystyle (x_{k},x_{k+1})} åt gången (givet att tangentvärdena är förutbestämda). Delintervallet {\displaystyle (x_{k},x_{k+1})} normaliseras till {\displaystyle (0,1)} via {\displaystyle t=(x-x_{k})/(x_{k+1}-x_{k})}.